# Phlogophora magma
Phlogophora magma là một loài bướm đêm trong họ Noctuidae.